# Alia Menchari
Alia Menchari (arabisch علياء منشاري; geboren 24. Juli 1958 in Tunesien) war von 1981 bis 2018 eine tunesische Pilotin, Flugkapitänin von Linienflugzeugen und ab 2000 Ausbilderin für die Zivilluftfahrt. Sie war die erste Frau in Tunesien, in der arabischen Welt und Afrika, die diese Berufe ausübte.

## Leben

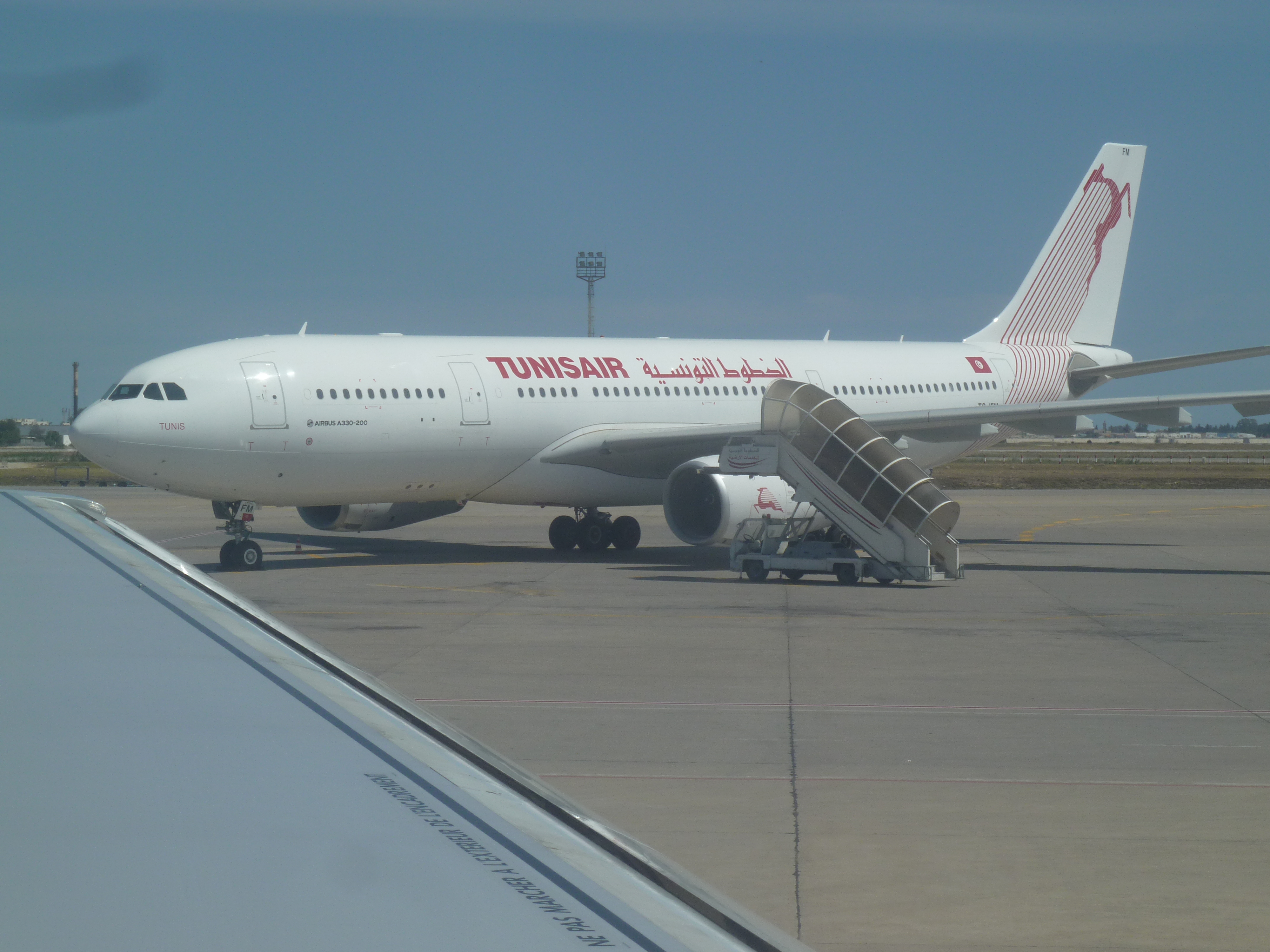
Airbus A330 auf dem Tunis-Carthage International Airport

### Fliegen
Ali Menchari träumte vom Fliegen seit sie 12 Jahre alt war, seit sie „Der kleine Prinz“ von Antoine de Saint-Exupéry gelesen hatte.
Noch während der Schulzeit lernte sie 1974 Gleitschirmfliegen am Jabal Al-Rasas. Im Juni 1976 machte sie Abitur am Karnat-Institut. Im September 1976 schrieb sie sich an der Zivilluftfahrtschule auf dem Flughafen Borj El Amri ein. 1978 gelang ihr ein Abschluss mit Auszeichnung. 1981 erwarb sie die Berufspilotenlizenz erster Klasse und machte anschließend bei Tunisair eine Ausbildung.
Bei Tunisair war sie ab 1982 Pilotin auf einer Boeing 727, ab 1990 auf einem Airbus A320, ab 1992 auf ART 42 und ART 72 und ab 1994 wieder auf einem Airbus A320. Seit dem Jahr 2000 war sie Ausbilderin für die Zivilluftfahrt. Ab 2015 flog sie einen Airbus 330. Sie ist seit August 2018 im Ruhestand und war in ihrem Berufsleben über 20.000 Flugstunden in der Luft.
Menchari war die erste Frau, die in Tunesien, in der arabischen Welt, ja sogar in Afrika Pilotin und Ausbilderin für die Zivilluftfahrt war.

### Pferde
Neben dem Fliegen entwickelte Menchari eine zweite Leidenschaft: die für Pferde. Sie wurde eine leidenschaftliche Pferdezüchterin, internationale Schiedsrichterin beim Springreiten. Auch hier war sie die erste Frau, die eine internationale Springreiterlizenz und eine private Pferdetrainerlizenz erworben hat.

### Auszeichnungen
Anlässlich von Mencharis Prüfung zur theoretischen Zivilluftfahrt wurde ihr 1978 der Präsidentenpreises verliehen.
1992 wurde sie erstmals mit dem Orden der Republik ausgezeichnet. Am 13. August 2015 wurde sie mit den Insignien einer Kommandeurin des Ordens der Republik ausgezeichnet, die ihr vom Präsidenten der Tunesischen Republik anlässlich des Nationalen Frauentags verliehen wurden.
Anlässlich des Internationalen Frauentags am 8. März 2019 weihte die Stadtverwaltung von Ariana Straßen ein, die nach wegweisenden tunesischen Frauen benannt wurden, darunter auch Ali Menchari.

### Privates
Menchari lebt in Tunis.